# Vương Anh (nhà Minh)
Vương Anh (chữ Hán: 王英, 1376 – 1450), tự Thì Ngạn, người Kim Khê, Giang Tây, quan viên nhà Minh.

## Sự nghiệp

### Thời Thành Tổ
Năm Vĩnh Lạc thứ 2 (1404), Anh đỗ tiến sĩ, được chọn làm Thứ cát sĩ, Độc thư ở Văn Uyên các. Minh Thành Tổ xét Anh có tính cẩn thận kín đáo, lệnh cho ông cùng Vương Trực soạn thảo văn thư cơ mật. Anh được tham gia soạn Thái Tổ thực lực, thụ chức Hàn Lâm viện Tu soạn, rồi tiến làm Thị độc.
Năm thứ 20 (1422), Anh theo hoàng đế bắc chinh Mông Cổ. Đại quân quay về, ghé qua thành Lý Lăng ; Thành Tổ nghe được trong thành có bia đá, gọi Anh đi xem. Anh đến nơi, không nhìn thấy bia, rồi ở cửa bắc của thành phát hiện tảng đá trồi ra khỏi mặt đất hơn thước, đào lên thì tìm được. Thì ra là bia ca tụng công đức  của viên lệnh Tạ mỗ của trạm dịch Lý Lăng Đài. Mặt sau bia khắc tên họ của bọn Đạt Lỗ Hoa Xích . Anh trình tấu, Thành Tổ e ngại bia có tên Mông Cổ, sẽ trở thành cái cớ gây tranh chấp đất này về sau, bèn mệnh cho ông trở lại đánh nát nó. Anh còn dìm bia xuống sông, rồi quay về báo cáo. Thành Tổ thích thái độ tường tận, kỹ lưỡng của Anh, nói: "Mày làm Độc thư trong 28 người, trẫm sắp dùng đấy." (lứa tiến sĩ năm 1404 có 28 người được Thành Tổ chọn vào Văn Uyên các) Nhân đó đế hỏi việc bắc phạt, Anh nói: "Thiên uy thân chinh, chúng ắt trốn xa, xin chớ đuổi cùng." Thành Tổ cười nói: "Tú tài nói trẫm hiếu chiến à?" Nhân đó đế nói: "Trong quân có động tĩnh, nghe được lập tức vào tâu." Còn truyền dụ cho trung quan chớ cản trở. Tướng sĩ lập công có lỗi, không được phát lương thực, họp nhau khóc lóc; Anh trình tấu, nên họ được cấp lương thực.

### Thời Nhân Tông
Minh Nhân Tông nối ngôi, Anh dần được tiến đến Hữu Xuân phường đại học sĩ, xin rời chức về chăm sóc cha mẹ.

### Thời Tuyên Tông
Minh Tuyên Tông nối ngôi, Anh về triều. Bấy giờ trong nước thái bình, hoàng đế chú ý đến văn chương, thường cùng các học sĩ đàm luận văn nghệ, ngắm hoa làm thơ, đãi ngộ người có học nồng hậu. Tuyên Tông từng nói với Anh rằng: "Giữa thời Hồng Vũ, học sĩ có Tống Liêm, Ngô Thẩm, Chu Thiện, Lưu Tam Ngô. Đầu thời Vĩnh Lạc, thì có Giải Tấn, Hồ Quảng. Mày gắng lên, đừng để tiền nhân chiếm hết cái đẹp."
Việc soạn Thái Tông thực lục, Nhân Tông thực lục hoàn thành, Anh được thăng làm Thiếu chiêm sự, ban đai Kỳ lân. Mẹ của Anh mất, được đặc cách ban lễ Táng tế, sai trung quan hộ tống đưa tang về quê nhà; ít lâu sau ông được khởi phục.

### Thời Anh Tông
Năm Chánh Thống đầu tiên (1436), Anh nhận mệnh làm Thị kinh diên, tổng tài Tuyên Tông thực lục, được tiến chức Lễ bộ thị lang. Năm thứ 8 (1443), Anh nhận mệnh coi việc bộ. Dân Chiết Giang gặp ôn dịch, triều đình sai Anh đi cúng miếu Nam Trấn . Bấy giờ hạn hán đã lâu, Anh vừa đến thì gặp mưa lớn, dân gọi là "mưa thị lang".
Anh được 70 tuổi, lần thứ 2 xin hưu, Minh Anh Tông không đồng ý. Năm thứ 12 (1447), con trai của Anh là Án sát phó sử Vương Dụ bị kết tội, chịu giam vào ngục. Anh dâng sớ đợi tội, Anh Tông không hỏi đến ông. Năm sau (1448), Anh được tiến làm Nam Kinh Lễ bộ thượng thư, khiến ông nhận một chức vụ nhàn rỗi. Anh ở chức được 2 năm thì mất, hưởng thọ 75 tuổi; được ban lễ Tế táng, thụy là Văn An.

## Đánh giá
Sử cũ nhận xét: Anh làm việc tập trung và thận trọng, phụng sự 4 đời hoàng đế, ở Hàn Lâm viện hơn 40 năm, nhiều lần làm khảo quan của kỳ thi Hội, văn thư của triều đình phần nhiều do ông chấp bút, khắp nơi nhờ ông soạn văn Minh chí, Bi ký không khi nào dứt. Anh tính ngay thẳng và cố chấp, hay vạch lỗi của người ta, khiến Tam Dương (Dương Vinh, Dương Sĩ Kỳ và Dương Phổ) đều không ưa, nên không được trọng dụng.

## Hậu nhân
- Con trai là Vương Dụ, được làm đến Tứ Xuyên án sát sứ.